# クラシカ・サンセバスティアン2009
クラシカ・サンセバスティアン2009は、クラシカ・サンセバスティアンの29回目のレース。2009年8月1日に行われ、残り17キロの2級山岳アルカレ峠でカルロス・バレードとピエリック・フェドリゴがアタック。その後ロマン・クロイツィガー、ルイス・レオン・サンチェス、キム・キルシェンが合流し5人の逃げに。メイン集団は全然追いつかず逃げ2人、追走3人の形で逃げ切り濃厚ムード。直後フィリッポ・ポッツァートがメイン集団から単独アタックを決め、追走集団が先頭集団を吸収する形で先頭は6人に。この6人の中で真っ先にクロイツィガーがアタックを決めるもバレードだけが反応。残りはお見合いモードに突入してしまい2人の争いに。早々にクロイツィガーがスプリント勝負から下りる形でカルロス・バレード（クイックステップ）が優勝。

## 結果
サン・セバスティアン 237km
| 順位 | 選手名                   | 国籍       | チーム                                 | 時間          |
| ---- | ------------------------ | ---------- | -------------------------------------- | ------------- |
| 1    | カルロス・バレード       | スペイン   | クイックステップ                       | 5時間36分39秒 |
| 2    | ロマン・クロイツィガー   | チェコ     | リクイガス                             | 同            |
| 3    | ミカエル・ドラージュ     | フランス   | サイレンス・ロット                     | +07秒         |
| 4    | ペーター・ヴェリトス     | スロバキア | チーム・ミルラム                       | 同            |
| 5    | ライダー・ヘスジェダル   | カナダ     | ガーミン・スリップストリーム           | 同            |
| 6    | フィリッポ・ポッツァート | イタリア   | チーム・カチューシャ                   | 同            |
| 7    | クリストフ・リブロン     | フランス   | アージェードゥーゼル・ラ・モンディアル | 同            |
| 8    | セルゲイ・イワノフ       | ロシア     | チーム・カチューシャ                   | 同            |
| 9    | ルーベン・ペレス         | スペイン   | エウスカルテル・エウスカディ           | 同            |
| 10   | マルコ・ピノッティ       | イタリア   | チーム・コロンビア＝HTC                | 同            |
| 77   | 新城幸也                 | 日本       | Bボックス・ブイグテレコム              | +10分52秒     |